# Граждурі
Граждурі (рум. Grajduri) — село у повіті Ясси в Румунії. Входить до складу комуни Граждурі.
Село розташоване на відстані 303 км на північ від Бухареста, 20 км на південь від Ясс.

## Населення
За даними перепису населення 2002 року у селі проживали 1220 осіб.
Національний склад населення села:
| Національність | Кількість осіб | Відсоток |
| -------------- | -------------- | -------- |
| румуни         | 960            | 78,7%    |
| цигани         | 260            | 21,3%    |

Рідною мовою назвали:
| Мова      | Кількість осіб | Відсоток |
| --------- | -------------- | -------- |
| румунська | 960            | 78,7%    |
| циганська | 260            | 21,3%    |